# Донг (административно подразделение)
Донг или квартал е Корейска подобщинска административна единица на град , който не е разделен на региони. Единицата често се превежда като квартал и е била използвана както в административните отдели на Северна Корея, така и в тези на Южна Корея.

## В Южна Корея
В Южна Корея донг е най-малкото ниво на градски район, което има собствен офис и персонал. Има два вида донг : квартал с правен статут ( на корейски: 법정동 ) и административен квартал ( на корейски: 행정동 ).
За поземлен имот и (стар) адрес се използва предимно квартал с правен статут. За разлика от това, което предполага името, те не са дефинирани от никакъв писмен закон. Вместо това повечето имена идват от обичайното право, което посочва исторически имена. Административният квартал обаче се определя от местните власти, за да се отвори офис (обществен център). Обществените центрове предоставят някои административни услуги, като например регистрация на жилище/регистрация при раждане или издаване на смъртен акт, за да облекчи работата на местните власти. Също така избирателните райони се основават според административните квартали.
Обичайно административният квартал се определя от населението на района, за да отговаря на нуждите на държавните служби. Тъй като кварталът с правен статут използва историческо наименование, наскоро развитата (населена) зона може да бъде групирана като единствен квартал с правен статут. На такива места тя може да бъде разделена на няколко административни квартала. Силим-донг е типичен пример за това. Противоположният вариант съществува по същата причина, т.е. възможно е да има единен административен квартал, притежаващ множество квартали с правен статут. Такива случаи съдържат незастроена крайградска зона или наскоро намаляваща площ.
Основната разделяне на донг е тонг (на корейски: 통/統), но разделенията на това и по-ниско ниво се използват рядко в ежедневието. Случаите с тонг представляват училищни райони или военни служби. Някои донг са разделени на га (на корейски: 가/街), които не са отделно ниво на управление, а съществуват само за използване на адреси. Много големи пътни артерии в Сеул, Сувон и други градове също са разделени на га.